# Edmilson Carlos Abel
Edmilson Carlos Abel (São Paulo, 23 februari 1974), ook wel kortweg Edmilson genoemd, is een Braziliaans voetballer.